# Canal du Moulin (Ousse des Bois)
Pour les articles homonymes, voir Canal du Moulin.
Le canal du Moulin (anciennement canal des moulins) est un ouvrage situé dans le Béarn (département des Pyrénées-Atlantiques), dérivation du gave de Pau qui relie Laroin à l'Ousse des Bois à Denguin.

## Toponymie
L'hydronyme canal du Moulin apparaît sous les formes
lo baniuu deus Moliis (1643), et
canal des Moulins (1863).

## Département et communes traversés
Pyrénées-Atlantiques :
- Denguin
- Laroin
- Lescar
- Lons
- Poey-de-Lescar
- Siros

## Affluents
- ruisseau le Lau
- ruisseau Lagoué